# Рея Сильвия
Ре́я Си́львия (лат. Rhea Silvia), Илия — в римской мифологии мать Ромула и Рема.

## Версии происхождения Реи Сильвии
По одной версии, приближавшей основание Рима к прибытию в Италию Энея, Рея Сильвия была его дочерью или внучкой; по другой, более распространённой, — дочерью царя Альбы-Лонги Нумитора (отсюда вторая часть имени Реи Сильвии — от лат. silvus, «лесовик» — прозвище или родовое имя всех царей Альбы-Лонги), изгнанного своим захватившим власть братом Амулием.
Амулий, чтобы у Реи Сильвии не было детей, сделал её весталкой. Однако Рея Сильвия родила двух близнецов от полюбившего её Марса (есть версия, что от Амулия в облике Марса).
За нарушение обета безбрачия, дававшегося весталками, была подвергнута казни: после рождения Ромула и Рема Амулий приказал зарыть Рею Сильвию в землю. По другой версии, она была заключена в темницу или брошена в реку Тибр. Рея Сильвия была спасена Тиберином, богом реки Тибр, и стала его женой.
В честь Реи Сильвии назван крупный тройной астероид (87) Сильвия, открытый в 1865 году. У Сильвии есть два спутника: Ромул S/2001 (87) и Рем S/2004 (87), названные в честь легендарных братьев — основателей Рима.
В 2011 году именем Реи Сильвии назван самый крупный кратер астероида Веста, однако название кратера пишется слитно, это было решением Международного астрономического союза и сделано специально для того, чтобы не использовать двойные имена при именовании такого рода структур.

## В кино
- «Ромул и Рем» (1961) — худ. фильм, режиссёр — Серджо Корбуччи, Рея Сильвия — Лаура Солари
- В сериале «Торчвуд» Рея Сильвия — кодовое имя в записной книжке Джека Харкнесса, под которым он записывал пароль от сейфа